# Eupithecia purpurissata
Eupithecia purpurissata là một loài bướm đêm trong họ Geometridae.